# الأزمة السياسية في ليسوتو 2014
الأزمة السياسية في ليسوتو 2014 هي أحداث زعم رئيس وزراء ليسوتو توم تابان في 30 أغسطس 2014، أن هناك انقلابًا ضده. جاء ذلك بعد ادعاء سابق جعله يعلق البرلمان بسبب مناورات محتملة غير دستورية. كما تبع ذلك من جنوب إفريقيا للحفاظ على العملية الديمقراطية. في اليوم التالي، تولى نائب رئيس الوزراء موثيتيوا ميتسينغ مسؤولية إدارة الحكومة. تم إجراء انتخابات مبكرة في فبراير 2015 نتيجة للوساطة في تنمية جنوب إفريقيا (SADC) بقيادة جنوب إفريقيا، مما أعطى السلطة للمعارضة.

## الخلفية
في أعقاب الانتخابات العامة في ليسوتو 2012 ، تم انتخاب جميع اتفاقيات باسوتو توم ثابان كرئيس رئيس الوزراء تحالف من ثلاثة أحزاب بعد الإطاحة برئيس الوزراء الحالي باكاليتا موسيسيلي. في 19 يونيو 2014، أوقف ثابان البرلمان بسبب مخاوف من حدوث انقلاب، مما سمح له بتجنب تصويت الثقة ؛ هذا كان يعاقب عليه الملك ليتسي الثالث. وردًا على ذلك، أصدرت جنوب إفريقيا بيانًا نصه «يلاحظ بقلق الوضع السياسي والأمني الناشئ في مملكة ليسوتو، مما أدى إلى امتياز برلمان البلاد. الولايات المتحدة الأمريكية، ماسيرو، الولايات المتحدة الأمريكية، الولايات المتحدة الأمريكية.» كما اقترح نائب رئيس الوزراء موثيتيوا ميتسينغ أنه سيشكل حكومة جديدة بعد إقالة ثابان. وفي الوقت نفسه، بالإضافة إلى جنوب إفريقيا، حذرت الجماعة الإنمائية للجنوب الأفريقي الخصوم السياسيين من التغييرات غير الدستورية للحكومة التي لن يتم التسامح معها.